# Liste der denkmalgeschützten Objekte in Pischelsdorf am Engelbach
Die Liste der denkmalgeschützten Objekte in Pischelsdorf am Engelbach enthält die 7 denkmalgeschützten, unbeweglichen Objekte der Gemeinde Pischelsdorf am Engelbach im Bezirk Braunau am Inn.

## Denkmäler
| Foto |                 | Denkmal | Standort                                     | Beschreibung | Metadaten |
| ---- | --------------- | --- | -------------------------------------------- | --- | --- |
| ja   | Datei hochladen | Kath. Filialkirche, Wallfahrtskirche, Zum Allerheiligsten Altarsakrament und ehem. Friedhof HERIS-ID: 52178 Objekt-ID: 58562 | Hart Standort KG: Gschwendt                  | Eine gotische Kirche, die von 1510 bis 1519 errichtet wurde. 1640 erfolgte ein Sakristeianbau. Dem vorstellten Westturm wurde eine barocke Glockenstube mit Zwiebelhelm aufgesetzt. In ihr befindet sich eine Glocke aus dem Jahr 1515 und ist damit einer der ältesten Glocken von Österreich. Der Hochaltar und die beiden Seitenaltäre sind aus 1716, aus dieser Zeit ist auch die Kanzel. Das Chor- und Beichtgestühl entstand um 1646. | BDA-Hist.: Q38049670 Status: § 2a Stand der BDA-Liste: 2025-06-30 Name: Kath. Filialkirche, Wallfahrtskirche, Zum Allerheiligsten Altarsakrament und ehem. Friedhof GstNr.: .24, 403 Wallfahrtskirche Hart |
| ja   | Datei hochladen | Wohnhaus, ehem. Benefiziatenhaus HERIS-ID: 82241 Objekt-ID: 96056                                                            | Hart 3 Standort KG: Gschwendt                | | BDA-Hist.: Q38178065 Status: § 2a Stand der BDA-Liste: 2025-06-30 Name: Wohnhaus, ehem. Benefiziatenhaus GstNr.: .25                                                                                       |
| ja   | Datei hochladen | Bauernhaus, ehem. Mesnerhaus HERIS-ID: 82243 Objekt-ID: 96058                                                                | Hart 6 Standort KG: Gschwendt                | | BDA-Hist.: Q38178075 Status: § 2a Stand der BDA-Liste: 2025-06-30 Name: Bauernhaus, ehem. Mesnerhaus GstNr.: .22                                                                                           |
| ja   | Datei hochladen | Schlossberg Hart HERIS-ID: 46113 Objekt-ID: 47776                                                                            | Schlossberg Hart Standort KG: Gschwendt      | | BDA-Hist.: Q38019325 Status: Bescheid Stand der BDA-Liste: 2025-06-30 Name: Schloßberg Hart GstNr.: 424/1                                                                                                  |
| ja   | Datei hochladen | Persönlichkeitsdenkmal, Kaiserdenkmal HERIS-ID: 110536 Objekt-ID: 128242                                                     | Dorfplatz Standort KG: Pischelsdorf          | | BDA-Hist.: Q37819242 Status: § 2a Stand der BDA-Liste: 2025-06-30 Name: Persönlichkeitsdenkmal, Kaiserdenkmal GstNr.: 1979/2                                                                               |
| ja   | Datei hochladen | Aufbahrungshalle, ehem. Annakapelle HERIS-ID: 82244 Objekt-ID: 96059                                                         | Pischelsdorf 2 Standort KG: Pischelsdorf     | | BDA-Hist.: Q38178086 Status: § 2a Stand der BDA-Liste: 2025-06-30 Name: Aufbahrungshalle, ehem. Annakapelle GstNr.: 1038, .62                                                                              |
| ja   | Datei hochladen | Kath. Pfarrkirche Mariae Himmelfahrt und Friedhof HERIS-ID: 52488 Objekt-ID: 59375                                           | bei Pischelsdorf 3 Standort KG: Pischelsdorf | Ein geschichtlich bedeutender Bau aus den Jahren 1392 bis 1419 mit einem dreischiffigen Langhaus. Dem Westturm wurde eine barocke Glockenstube und ein Zwiebelhelm aufgesetzt. | BDA-Hist.: Q26695950 Status: § 2a Stand der BDA-Liste: 2025-06-30 Name: Kath. Pfarrkirche Mariae Himmelfahrt und Friedhof GstNr.: 1039, .62 Pfarrkirche Pischelsdorf am Engelbach                          |